# 標準体重
標準体重（ひょうじゅんたいじゅう）とは、ヒトが「肥満」でも「やせすぎ」でもなく、死亡率や罹患率が有意に低いなど、最も健康的に生活ができると統計的に認定された理想的な健康的体重のことである。主に高校生以上にはBMI法を算出方法として用いることが国際的な主流となっている。BMIは18.5以上25.0未満が正常体重。高校生以上の場合は、身長（m） × 身長（m）×（BMI） 22が適正体重または健康体重と言われる。BMI22の時が一番病気にかかかりにくい。年齢・身長・体脂肪率といった要素の全部、あるいは一部で「標準体重」は変化し、年齢によって算出方法が異なる。　

## BMI法
最も主流で国際的な「標準体重」の求め方は統計調査で有用性が確定している、BMI(body mass index)法である。成人の BMI=22時が、高血圧、高脂血症、肝障害、耐糖能異常等の有病率が最も低くなるため、その個人における最も健康でいられる体重とされている。
このときの体重（標準体重）は理想体重と考えられ、その方程式は下記である。
標準体重(kg) = 身長(m)2 × 22
で得られる。
身長160cmの人が体重55kgである場合、55kg÷（1.6m×1.6m）でBMIは21.5となり、普通（BMI18.5～25）の範囲となる。広く世界的に採用されている。日本肥満学会も男女共に22という数値の時か統計的に最も病気になりにくいと明らかにしている。日本医師会は身長（m） × 身長（m）× 22を適正体重としている。
BMI18.5未満 ＝痩せ（やせすぎ） 、BMI18.5～25＝普通 、BMI25～30 ＝肥満レベル1 、BMI30～35 ＝肥満レベル2 、BMI35～40 ＝肥満レベル3 、BMI40～ ＝肥満レベル4となっている。
上記の22という係数による数値は、小児（小中学生以下）に適用できないため、後述の全く別の算出方法を用いる。
体脂肪率の標準値（適正値）と性別による差
ちなみに女性の体脂肪率について、 19.9%以下 で「やせ」 、20～24.9%で適正値、25～29.9%で軽い肥満 、30%以上が肥満 となっている。女性は体脂肪率17%以下になると生理不順や無月経などの婦人科系トラブルの原因となる。
男性の場合は体脂肪率が14.9%以下が「やせ」、15～19.9%が適正 、20％以上が肥満となる。

## 学童以下向けの標準体重算出法

### 学童向けのローレル指数
成人(高校生以上)は「ボディマス指数（BMIと適正体重)」を用いるが、小・中学生向けとして、ローレル指数（Rohrer指数）がある。
ローレル指数は、 体重（kg）÷身長（cm）3  × 107が 130 となる体重を逆算し、標準体重(kg) = 身長(m)3 × 13で得られる値を用いる。
子供時代に標準体重を逸脱する間違ったダイエットをすると、女性は特に出産や妊娠時に必要な機能に障害が生じたり、男女共に骨粗しょう症などの障害が早期に発症する。

#### ローレル指数の欠点
小中学生といった学童期小児の体格判定に用いられてきたが、身長の影響を大きく受けるため、年齢や性別によって標準値が変動するという欠点がある。小学校低学年では120から140まで、高学年では110から135までぐらいを呈する。

### 幼児向けのカウプ指数
3ヶ月〜5歳までの幼児 には、カウプ指数（体重(kg) ÷ 身長(m)²）が用いられる。

## その他
成人の標準体重算出方法ではBMI法が22となる体重（22に身長(m)の二乗をかけて得られる値）を理想とするのが世界や日本で一般的であるが、BMI法が普及するまでは下記のような複数の標準体重が用いられてきた。
日本でBMI普及以前に最も用いられていたのが、ブローカ式（身長(cm) - 100）を京都大学の桂英輔が日本人向けに改良し、0.9 をかけた桂変法（ブローカ式桂変法、Broca - 桂変法）である。簡便であるが、身長150cm の標準体重を算出する場合にBroca - 桂変法だと45.0kg 、BMI 方式だと49.5kg となり、標準体重が 4.5kg もの差が出てしまう。このように低身長成人の栄養指導に適用するとカロリー不足になる。そのため、身長150cm以下の低身長成人には 0.9をかけずに用いたり、身長(cm)から50を引いて２で割る加藤法が提唱されたりした。
箕輪らの標準体重（1962）
元群馬大の箕輪真一らによる、身長毎の体重分布の中央値を標準としたもの。
松木の身長別標準体重表 (1972)
米国メトロポリタン生命保険会社が発表した体格毎に最も長命が期待される理想体重を元慶應義塾大の松木駿らが日本人向けに修正。
明治生命の標準体重表（1985）
明治生命の塚本が被保険者の生命予後から求めた日本人の理想体重。低身長の女性で BMI＝22となる体重のほうが軽くなる傾向が目立つ。
厚生省の「肥満とやせの判定表・図」
「国民栄養の現状」調査のときに得られた身長毎の平均体重。

## 各種標準体重算出の計算式一覧
- BMIによる方法  22×身長[m]×身長[m] (kg)[2]
- ブローカ式桂変法　　(身長[cm]-100)×0.9 (kg)[2]
- ブローカ式　身長[cm]-100 (kg)[2]
- ブローカの変法
  - 身長175cm以上　 身長［cm]-110 (kg)
  - 身長165～174cm 身長［cm]-105 (kg)
  - 身長155～164cm 身長［cm]-100 (kg)
- ジョーンズ式　　 身長[cm]-100-(身長[cm]-150/4) (kg)
- 松谷らの方法　　 (身長[cm]-100)×0.6＋20 (kg）
- 加藤法　　　　　 (身長[cm]-50)×0.5 (kg)